# سباق باريس روبيه 1932
طواف باريس 1932 هو سباق دراجات هوائية أقيم بتاريخ 27 مارس، تكون السباق من مرحلة واحدة، وامتدّ لمسافة 255 كم، وبسرعة 37.320 كم/س، استغرق السباق 6 ساعات و49 دقيقة و58 ثانية.